# Braunbülbül
Der Braunbülbül (Phyllastrephus strepitans) ist eine Vogelart aus der Familie der Bülbüls (Pycnonotidae).

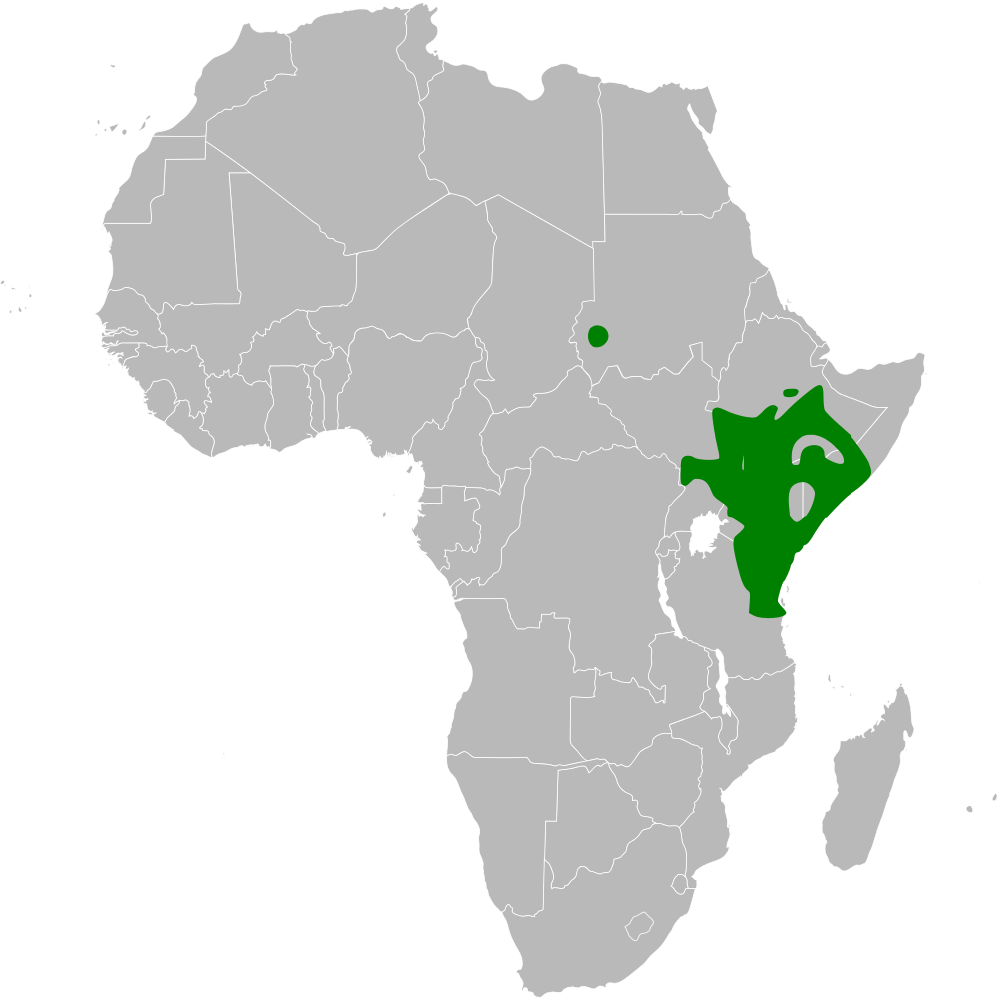
Vorkommen des Braunbülbüls

Der Vogel kommt in Ostafrika vor in Südsudan, Äthiopien, Somalia, Uganda, Kenia und Tansania.
Der Lebensraum umfasst baumbestandene Grasflächen, offene Wälder, Waldrand, Dickicht und Buschwerk entlang von Wasserläufen meist unterhalb von 1000, gelegentlich bis 1600 m Höhe.
Der Artzusatz kommt von lateinisch strepitans, strepitantis ‚lärmig‘.

## Merkmale
Der Vogel ist 15–18 cm groß, das Männchen wiegt 19–29, das Weibchen 17–24 g, ein mittelgroßer, hauptsächlich brauner, unauffälliger Bülbül. Gegenüber den anderen Vertretern dieser Familie ist der Schwanz stärker gestuft. Zügel und Wangen sind blass graubraun, die Ohrdecken blass braun mit angedeuteter schmaler Strichelung, unmittelbar vor und hinter dem Auge verläuft ein dunkler, kaum abgegrenzter Augenstreif, kontrastiert aber mit dem schmalen, unterbrochenem weißen Augenring. Kopf und Oberseite sind warm rötlich-braun, Bürzel und Oberschwanzdecken sind hell rotbraun, der Schwanz ist rötlich-braun, ebenso die Flügel. Die Kehle ist weiß oder blass gelbbraun, Brust und Flanken sind graubraun, die übrige Unterseite ist hell bis weiß. Die Iris ist braun oder leicht rotbraun, der Schnabel ist schwarz, am Unterschnabel, den Schneidkanten und an der Spitze blasser gefärbt, die Beine sind bläulich-schwarz oder – grau. Die Geschlechter unterscheiden sich nur insofern, als dass Weibchen etwas kleiner sind. Jungvögel sind oben am Kopf und auf dem Rücken matter, die Augen sind bräunlich.
Die Art ist dem Laubbülbül (Phyllastrephus terrestris) sehr ähnlich, ist aber kleiner, hat mehr Rosafärbung oben ohne Olivtöne, einen rosa-braunen Bürzel und Schwanz, die Unterseite ist gräulich-braun mit weniger deutlich abgesetzter weißer Kehle, auch sind die Beine dunkler. Vom Fahlbauchbülbül (Phyllastrephus cerviniventris) unterscheidet der Vogel sich durch die wärmer rötliche Oberseite, die blassere Unterseiten, den dunklen Schnabel, die dunklen Beine und Augen, der Cabanisbülbül (Phyllastrephus cabanisi) ist am Rücken und Schwanz gleichmäßig gefärbt, der Fischerbülbül (Phyllastrephus fischeri) hat blasse Augen.
Die Art ist monotypisch.

## Stimme
Die Rufe werden als harsches, rasches Schnattern, durchdringend, ziemlich nasal und unregelmäßig „skrrrk-skrrrk-kk-kk-kk-kk-kk…“ oder „chichichichichichi-chk, chik-chik-chik…“ beschrieben und erinnern an den Laubbülbül, sind aber schneller.

## Lebensweise
Die Nahrung besteht hauptsächlich aus Insekten und Früchten. Die Art tritt paarweise oder in kleinen Gruppen auf, gelegentlich auch in gemischten Jagdgemeinschaften mit dem Fahlbauchbülbül (Phyllastrephus cerviniventris), die Art ist scheu, meist dicht erdbodennah im Gestrüpp bis maximal 2 m Höhe. Der Vogel schlägt gerne mit den Flügeln und dem Schwanz.
Die Brutzeit liegt zwischen Januar und Februar im Sudan, im Mai in Äthiopien, im Januar und Juni in Kenia.

## Gefährdungssituation
Der Bestand gilt als „nicht gefährdet“ (Least Concern).